# Melton (Yorkshire de l'Est)
Pour les articles homonymes, voir Melton.
Melton est un petit village et une paroisse civile du Yorkshire de l'Est, en Angleterre. Il est situé un peu au nord de l'estuaire du Humber et de la route A63 (en), à une quinzaine de kilomètres du centre-ville de Kingston upon Hull.

## Personnalités liées
- William Melton (mort en 1340), archevêque d'York